# Askana
Askana (en georgiano: ასკანა) es un pueblo de Georgia ubicado en el centro de la región de Guria, siendo parte del municipio de Ozurgueti. 

## Geografía
Askana es atravesada por el río Gulefa (que lo separa del pueblo de Mtispiri), 17 km al noreste de Ozurgueti.

## Historia
En 1819, Ahmed Beg Jimshiashvili atacó la aldea de Askana con un destacamento de otomanos y secuestró a varios habitantes. Fueron perseguidos por Mamia IV Gurieli. La comunidad de Askana era propietaria de las montañas de pastos en la frontera entre Guria y Ayaria, de las cuales los gurianos recibían un peaje por el pastoreo del ganado. Después de la abolición del principado de Guria, desde 1829, este deber pasó a manos del tesoro del Imperio ruso. El 27 de enero de 1893 se abrió una biblioteca en el pueblo, cerrada por las autoridades rusas tras el fracaso de la proclamación de la República de Guria (reabierta en 1914).
Aquí se construyeron un edificio administrativo y una guardería, mientras que la elaboración de té se desarrolló durante el período soviético.

## Demografía
La evolución demográfica de Askana entre 1908 y 2014 fue la siguiente:
| 517                                             | 687 | 424 |
| (Fuente: Population of Georgia in Soviet times) |     |     |

Según el censo de 2014, los georgianos constituían el 100% de la población.

## Infraestructura

### Educación
Hay una escuela pública en el pueblo.

### Transporte
El pueblo está conectado con Ozurgueti por una carretera. 

## Personas ilustres
- Kirile Ninidze (1878-1937): político georgiano, miembro de la Asamblea Constituyente de Georgia por el Partido Socialdemócrata de Georgia.